# Luftstreitkräfte der Republik China
Die Luftstreitkräfte der Republik China (Chung-Kuo Kung Chuan, englisch: Republic of China Air Force (ROCAF)) sind eine Teilstreitkraft der Streitkräfte der Republik China und umfassen etwa 35.000 Soldaten. Dem Oberkommando unterstehen das Luftkampfkommando, das Logistikkommando und das Ausbildungskommando. Kommandeur ist General Cheng Jung-Feng.

## Geschichte

### Anfänge

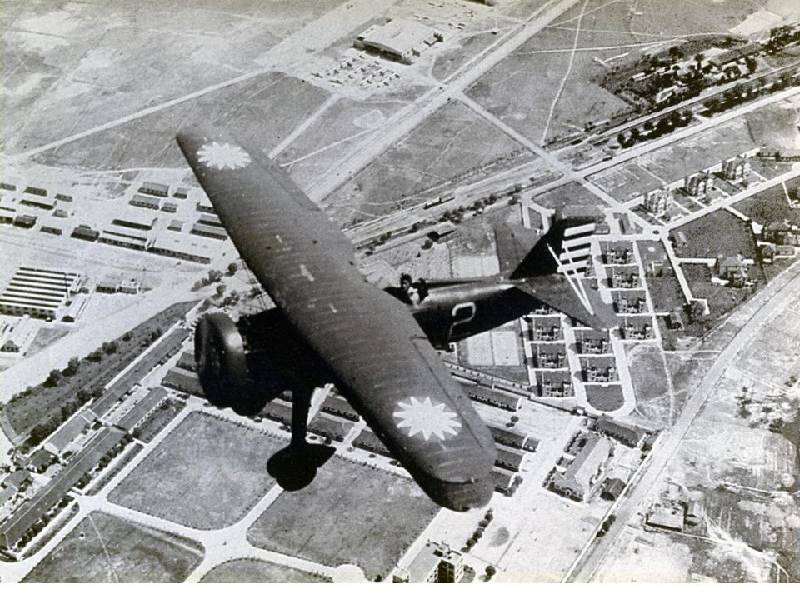
Curtiss Hawk II der Luftstreitkräfte der Republik China

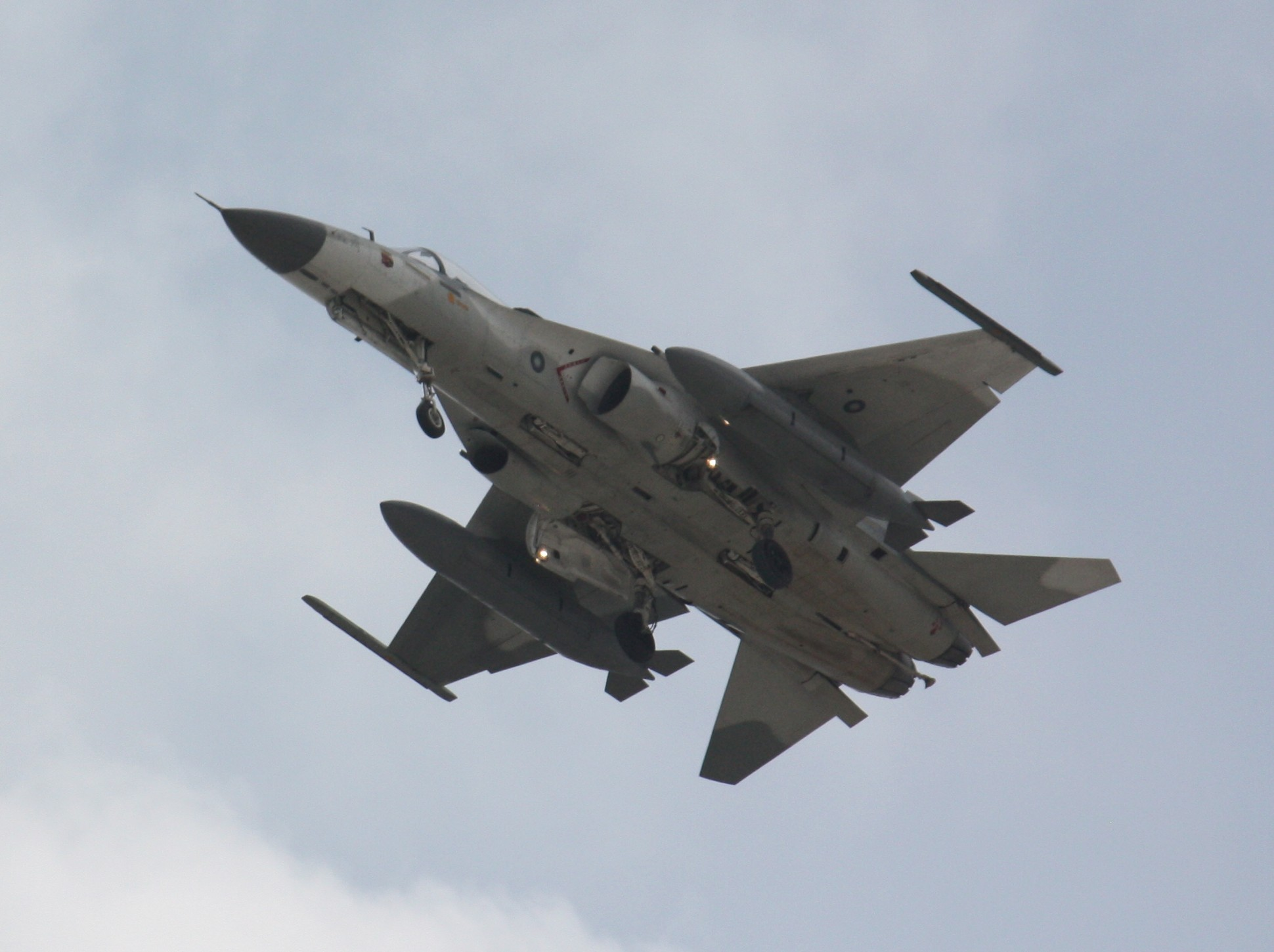
AIDC F-CK-1 Ching-Kuo

Das Interesse Chinas an der militärischen Luftfahrt begann 1910 mit der Vorführung eines Blériot-Eindeckers in Peking, danach bis nach dem Ersten Weltkrieg konzentrierte sich das Luftfahrtgeschehen auf die Hauptstadt. 1922 untersagten die Großmächte, im Bestreben die Macht der zahlreichen Warlords zu beschneiden, den Verkauf von Militärflugzeugen an lokale chinesische Behörden. 1923 erlaubte Frankreich trotzdem den geheimen Export von 70 Breguet 14/400. Im März des gleichen Jahres beschloss die Sowjetunion, die frisch gegründete Kuomintang-KMT in ihren revolutionären Bestrebungen zu unterstützen und entsandte eine Beratergruppe nach China. Mit deren Hilfe konnte in der Provinz Guangdong die KMT ihre Macht sichern, es war aber klar, dass weitere Unterstützung notwendig sein würde.
1925 entschloss sich die Sowjetunion neben Waffenlieferungen, auch Flugzeuge und fünf Piloten zur Verfügung zu stellen. Im Juli 1925 wurde eine erste Staffel aufgestellt, der im November die Einrichtung eines Luftfahrtbüros und einer Schulstaffel folgte. Eine kurz danach gegründete Flugschule war Teil der Nationalen Militärakademie. Schon 1926 unterstützten 200 Flugzeuge, meistens Polikarpow R-1, eine Offensive von Chiang Kai-shek im Norden Chinas. Die Luftstreitkräfte waren dabei in etwa 12 Staffeln aufgeteilt, die den Armeen zur Aufklärung und zur Luftnahunterstützung zugeordnet waren.
1927 beendete die KMT ihr Bündnis mit den Kommunisten, worauf sich ein Bürgerkrieg in China entwickelte. Auch der Zufluss von sowjetischen Flugzeugen fand damit ein Ende. Die Luftstreitkräfte wurden von den Warlords, die selbst kleine Flugzeugeinheiten unterhielten, weiterhin in kleine und größere Luftkämpfe verwickelt, was zu einem allmählichen Ausbluten und Verlust der Schlagkraft der Lufteinheiten der KMT führte. 1930 gewann Chiang Kai-shek gegen die vereinten Shaanxi-Guominjun-Kräfte, die Stärke der Luftstreitkräfte reduzierte sich dabei jedoch auf sechs Staffeln mit etwa 70 Flugzeugen.

### US-amerikanische und italienische Aufbauhilfe
1929 endete das Waffenembargo der Großmächte, so dass die ROCAF nach zwei Vought O2U Corsair, 1930 dann 32 Vought V-65C und 10 Douglas O-2MC Maschinen beschaffen konnte. Auch sechs deutsche Junkers K 47 und einige R 42 sowie F 13 fanden ihren Weg nach China. Etwa ein Dutzend Warlords unterhielten weiterhin eine eigene Luftstreitmacht, der bei weitem mächtigste der lokalen Herrscher war Zhang Xueliang, der 1931 bis zu 100 Flugzeuge unter seinem Befehl hatte. Als jedoch im September 1931 die Japaner die mandschurischen Streitkräfte angriffen und diese im Winter 1931/32 aus dem Nordosten von China vertrieben hatten, fielen auch sämtliche Flugzeuge den Japanern in die Hände.
Der japanische Angriff führte dazu, dass die Luftstreitkräfte mit inoffizieller amerikanischer Hilfe durch eine von Col. John H. Jouett geführte Beratergruppe, im Frühjahr 1932 neu organisiert wurden. Die Gruppe setzte sich aus 13 Piloten, meistens Reserveoffiziere des US Army Air Corps und vier Mechanikern zusammen und sollte auf Basis eine Dreijahresvertrags ihre Aufgabe erfüllen. Im September 1932 fand daraufhin die Aufstellung einer eigenen chinesischen Luftwaffe (CAF) statt. Zur gleichen Zeit kam auch eine italienische Gruppe in China an, um den Aufbau einer Luftfahrtindustrie und Schulungsmaßnahmen zu unterstützen. Wegen des Mangels an Piloten und brauchbaren Flugzeugen schlug Industrieminister Kung vor, eine Staffel mit ausländischen Freiwilligen aufzustellen. Er hoffte die Propagandawirkung eines Angriffs des amerikanischen Testpiloten Robert Short auf den Flugzeugträger Kaga während der Ersten Schlacht um Schanghai, wobei er angeblich dabei sechs Flugzeuge zerstört haben sollte, ausnutzen zu können. Jouett lehnte den Vorschlag jedoch mit der Begründung ab, dass die Expansionspläne der CAF dadurch behindert würden.
Von 1932 bis 1934 wurden 160 Piloten in der zentralen Flugakademie in Chien Chao, nahe Hangzhou und in Nanchang mit der Hilfe von 15 amerikanischen und 10 chinesischen Fluglehrern ausgebildet. Im Rahmen des auch durch eine Staatslotterie unterstützten Erweiterungsprogramms erhielten die USA Aufträge über 275 und Italien über 100 Flugzeuge. Unter den ab 1933 eintreffenden neuen Flugzeugen waren 154 Curtiss-Hawk-Jagdflugzeuge (52 Hawk II und 102 Hawk III), wobei 90 Hawk III im zentralen Flugzeugwerk montiert wurden. Italien lieferte 24 Fiat CR.32, 11 Breda 27, 6 Savoia S.72, 20 Fiat BR.3 und 14 Caproni Ca.101. Die Anzahl der bestellten Flugzeuge war noch höher, doch nicht alle Flugzeuge erreichten das Land. Eine einflussreiche deutsche Militärmission sorgte dafür, dass auch 24 Heinkel He 50, 6 Heinkel He 111A und einige Heinkel He 61 beschafft wurden.
Trotz starkem diplomatischem Druck aus Tokio beendete die amerikanische Beratergruppe vertragsgemäß ihren Auftrag erst im Mai 1935, doch auch danach waren amerikanische Berater noch in der zentralen Luftakademie beschäftigt. Bis Juli 1937 hatten 512 Piloten die Ausbildung in der Akademie absolviert. Auch die Einrichtung eines zentralen Flugzeugbauwerks in Hangzhou geschah mit amerikanischer Unterstützung. Die im Mai 1934 gegründete Kommission für Luftfahrtangelegenheiten (CAA) entsprach in ihrer Funktion einem Luftfahrtministerium und ihr Direktor war de facto der Befehlshaber der chinesischen Luftwaffe. Auch der italienische Einfluss war zwischenzeitlich so angewachsen, dass 1936 ein von FIAT unterstütztes Montagewerk in Nanchang eingerichtet werden konnte.
Nach dem Ende der Fünften Bandenbekämpfungskampagne im September 1934 konnte die CAF ihre Neuorganisation abschließen und sich 1935 in drei administrative Kommandos gliedern: Jagd und Luftnahunterstützung, Bomber und Aufklärung. Die weitere Struktur umfasste neun „Taktische Gruppen“ mit 31 Staffeln. Im Sommer 1936 lief die Kwangtung-Luftwaffe zu den CAF-Streitkräften über und wurde dort vollständig eingegliedert. Diese Verstärkungen setzte man auch bei den letzten Kampagnen zur Bandenbekämpfung in Shenxi ein. Im Dezember 1936 jedoch ließ Chang Hseuh-Liang, der die mandschurischen Truppen bei der Kampagne anführte, Chiang Kai-shek in seinem Sian-Hauptquartier festsetzen und zwang ihn, eine Allianz mit den Kommunisten gegen die Japaner einzugehen (Zwischenfall von Xi’an).
Obwohl 1936 auch eine Technische Schule der Luftstreitkräfte eingerichtet werden konnte, blieb die Zahl der dort ausgebildeten, gut geschulten Piloten und Mechaniker weit hinter den Anforderungen zurück. Hinzu kam, dass auch der Nachschub an Ersatzteilen, Treibstoff und Munition sehr eingeschränkt war. Das CAA war sich der Probleme bewusst und im Frühjahr 1937 lud die neu berufene Generalsekretärin Song Meiling, die Frau Chiang Kai-sheks, den pensionierten USAAC-Offizier Claire Chennault ein, selbst Sekretär der CAA zu werden und eine Bestandsaufnahme durchzuführen. Chennault traf ein, bevor die Kämpfe mit den Japanern erneut aufflammten.

### Zweiter Japanisch-Chinesischer Krieg
Am 7. Juli 1937 trafen chinesische und japanische Truppen bei Peking aufeinander (Zwischenfall an der Marco-Polo-Brücke) und trotz der Eindämmungsbemühungen beider Seiten weiteten sich die Kämpfe zu einem Krieg aus (Zweiter Japanisch-Chinesischer Krieg). Zu dieser Zeit hatte die CAF auf dem Papier zwar 268 Einsatz- und 67 Reserveflugzeuge, tatsächlich waren jedoch nur etwa 230 einsatzbereit, von denen lediglich 91 als „modern“ angesehen werden konnten. Die Gliederung im Juli 1937 sah folgendermaßen aus:
Kanton AB, Kwangtung Provinz
Hauptquartier Gruppe: 18. Aufklärungsstaffel (Caproni Ca.101)
29. Jagdstaffel (Breda Ba.27)
Chu-Jung AB, Kiangsu Provinz
3. Gruppe: 7. Jagdstaffel (Curtiss Hawk II)
8. Jagdstaffel (Fiat CR.32)
17. Jagdstaffel (Boeing 281)
Hsiang-Yang AB, Hupei Provinz
13. Leichte Bomberstaffel, Hauptquartiergr. (Douglas O-2)
Hsiao-kan AB, Hupei Provinz
20. Leichte Bomberstaffel, Hauptquartiergr. (Yang Cheng)
Kuang-teh AB, Chekiang Provinz
2. Gruppe: 9. Leichte Bomberstaffel (Northrop Gamma)
11. Leichte Bomberstaffel (Northrop Gamma)
14. Leichte Bomberstaffel (Fiat BR.3)
Nan-Chang AB, Kiangsi Provinz
1. Group: 1. Leichte Bomberstaffel (Northrop Gamma)
2. Leichte Bomberstaffel (Northrop Gamma)
4. Gruppe: 21. Jagdstaffel (Curtiss Hawk II)
22. Jagdstaffel (Curtiss Hawk II)
23. Jagdstaffel (Curtiss Hawk II)
5. Group: 24. Jagdstaffel (Curtiss Hawk II)
25. Jagdstaffel (Curtiss Hawk II)
28. Jagdstaffel (Curtiss Hawk II)
8. Gruppe: 10. Schwere Bomberstaffel (Savoia S.72)
19. Schwere Bomberstaffel (Heinkel He 111)
30. Aufklärungsstaffel (Fu Haing)
Nanking AB, Kiansu Provinz
6. Gruppe: 3. Aufklärungsstaffel (Douglas O-2)
4. Aufklärungsstaffel (Douglas O-2)
5. Aufklärungsstaffel (Curtiss Hawk III)
15. Aufklärungsstaffel (Douglas O-2)
Peng-Pu AB, Anhwei Provinz
9. Gruppe: 26. Luftnahunterstützungsstaffel (Vought Corsair)
27. Luftnahunterstützungsstaffel (Vought Corsair)
Sian AB, Shensi Provinz
7. Gruppe: 6. Aufklärungsstaffel (Curtiss Hawk III)
12. Aufklärungsstaffel (Curtiss Hawk III)
16. Aufklärungsstaffel (Curtiss Hawk III)
31. Leichte Bomberstaffel (Douglas O-2)
Nach dem Ausbruch der Feindseligkeiten wurde die CAF um eine weitere Gruppe mit drei Jagdstaffeln und um eine Transportergruppe erweitert. Die CAA behielt die administrative Hoheit über die CAF, die taktische Leitung wurde nun aber auf das Vorgeschobene Luftwaffenhauptquartier unter General Mao Pan-Cha übertragen. Bis zum 11. August 1937 hatte die CAF eine Konzentration umfangreicher Kräfte für eine Offensive in Nordchina durchgeführt. Zunehmende Spannungen im Bereich der Jangtsekiang-Mündung nach dem Shanghai-Zwischenfall am 9. August führten jedoch dazu, dass fast die gesamten Luftstreitkräfte auf Flugplätze um Nanking und Hangchou verlegt wurden.
Am 14. August 1937 begann die gegen japanische Schiffe und eine Garnison der Marineinfanterie gerichtete Offensive der CAF. Die etwa 100 geflogenen Einsätze hatten zwar keine große Wirkung, das Angriffsdatum wird jedoch bis heute in der Republik China als Air Force Day gefeiert. Nachdem der Träger Kaga mit 48 Flugzeugen den Leichten Flugzeugträger Hōshō (15 Flugzeuge) ergänzt hatte und damit die japanische Verteidigungsstärke deutlich verstärkte, nahm die chinesische Angriffsaktivität stark ab. Größere Erfolge erreichte die CAF anfänglich noch in Abfangeinsätzen gegen japanische Bombereinflüge auf Nanking und Hangchou. Mit der zunehmenden Anzahl von Flugzeugen, der Zuführung von Mustern mit überlegener Leistung und dank der besseren japanischen Pilotenausbildung, fand im Laufe des Septembers jedoch eine Dezimierung der CAF-Luftstreitkräfte auf weniger als 80 Flugzeuge statt. So waren Ende Oktober von den ursprünglichen 80 Jagdflugzeugen nur noch 12 einsatzbereit.

### Wiederaufnahme der sowjetischen Unterstützung

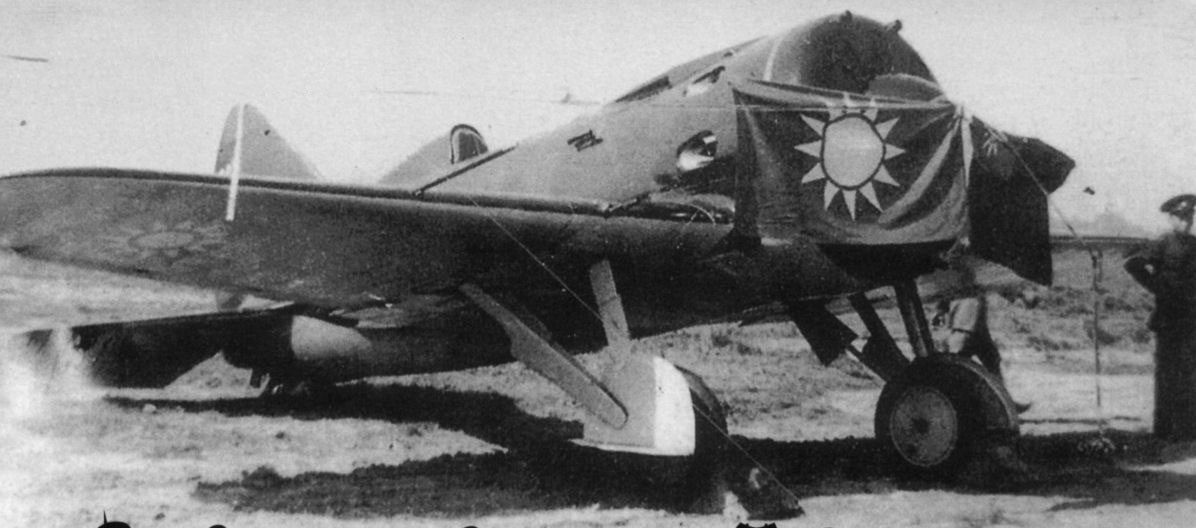
Polikarpow I-16 der freiwilligen sowjetischen Expeditionsstreitmacht

Eine deutliche Verbesserung der Einsatzfähigkeit der CAF stellte sich nach den wiederaufgenommenen Materiallieferungen durch die Sowjetunion dar. Diese basierten auf einem am 21. August geschlossenen Fünfjahres-Nichtangriffspakt zwischen der chinesischen Regierung und der Sowjetunion. Im September und Oktober 1937 erreichten daraufhin 225 Flugzeuge die CAF. Die Sowjetunion entsandte ebenfalls eine Expeditionsstreitmacht von 450 Soldaten, darunter 250 Piloten, die zum größten Teil Freiwillige waren. Diese erreichten im November China und am 1. Dezember führte die erste sowjetische Staffel den ersten Angriff durch. Im November konnten auch einige Einheiten der CAF mit sowjetischem Material aufgefrischt werden, so erhielt die 4. Gruppe Polikarpow I-16, die 5. und 6. Gruppe wurden mit Polikarpow I-152 ausgerüstet. Trotz der sowjetischen Hilfe musste die Hauptstadt Nanking am 13. Dezember 1937 aufgegeben werden. Als Folge des Verlusts von Nanking und der Kapitulationsverweigerung von Chiang Kai-shek brachen Deutschland und Italien die diplomatischen Beziehung ab. So wurde auch ein Auftrag über 12 deutsche Flugzeuge nicht mehr ausgeführt und die italienische Mission noch im Dezember abgezogen.
Im Januar 1938 verfügte die CAF über eine Bombergruppe, drei Jägergruppen und zwei Jagdstaffeln. Zusammen mit den sowjetischen Einheiten ergab sich eine Stärke von 320 Einsatzflugzeugen (232 Jäger und 88 Bomber), von denen 100 aus der Sowjetunion stammten. In England, Frankreich und den USA bestellte die CAF außerdem 50 Jagdflugzeuge und 59 Bomber. Der Flugzeugpark bestand aus einer wilden Mischung von Typen die durch die wechselvolle Geschichte hervorgerufen wurde. Insofern war die Einsatzbereitschaft stark eingeschränkt da Ersatzteile für die unterschiedlichen Motoren und Zellen kaum zu beschaffen waren.

### 1938 – 1941
Im März 1938 passte die CAF ihre Kommandostruktur an die Erfordernisse eines Mehrfrontenkrieges an. So wurde das Air Force Advance Command durch drei Air Route Commands (ARC) ersetzt. Das 1. ARC mit Hauptquartier in Nanchang war verantwortlich für die Unterstützung der 3. und 5. Kriegszone in den Provinzen Anhwei, Chekiang, Fukien, Kiangsi und Kiangsu. Das 2. ARC in Kanton verantwortete die Unterstützung 4. Kriegszone, d. h. den Bereich Hunan und die Küsten der Provinzen Kweichou, Kwangsi und Kwangtung, das 3. ARC in Sian schließlich war für die 1. und 2. Kriegszone in Honan und Hupei zuständig.
Trotz anfänglicher chinesischer Erfolge nach der Umstrukturierung gewannen die japanischen Luftstreitkräfte allmählich die Oberhand. Ausschlaggebend dafür waren neben einer leichten zahlenmäßigen Überlegenheit vor allem die qualitativ bessere Materialausstattung und bessere Ausbildung der Flugzeugbesatzungen. Dies führte auch zu mehrfachen Verlegungen der ARC-Hauptquartiere ins Hinterland. Hinzu kam, dass die Sowjetunion ab Mitte 1938 die Flugzeuglieferungen deutlich drosselte und die USA als potentieller Hauptversorger angesehen wurde.
Nach dem Verlust von Kanton, blieb als einzige Versorgungsroute der CAF für Treibstoff, Ersatzteile und Munition, der Weg über Rangoon in Birma. Anfang 1939 bestand die CAF aus vier Bombergruppen (davon eine sowjetisch), drei Jagdgruppen (zwei sowjetisch), drei unabhängige Jagdstaffeln, zwei unabhängige Bomberstaffeln und eine unabhängige Aufklärungsstaffel. Insgesamt waren dies 135 Jagdflugzeuge und 39 Bomber, wobei die Anzahl sowjetischer Maschinen stetig abnahm. im Laufe des Jahres 1939 erhöhte sich die Zahl der Flugzeuge auf 311, wovon 160 Jagdflugzeuge waren. Darunter waren auch erstmals 30 bei CAMCO montierte moderne Curtiss-Hawk-75-Jäger, die aber von den unzureichend ausgebildeten chinesischen Piloten nicht wirkungsvoll eingesetzt werden konnten, so dass einige davon 1939 in einer eigenen Staffel von „Söldner“-Piloten geflogen wurden. Die Einführung der japanischen Mitsubishi A6M „Zero-Sen“ führte bei der CAF zu hohen Verlusten, so gingen alleine beim ersten Aufeinandertreffen im September 1940 24 chinesische Flugzeuge verloren. Der akute Mangel an Flugzeugen zwang die CAF dazu bis Ende 1940 sieben Staffeln aufzulösen. Der einzige Ersatz in diesem Jahr stellten 30 bis 40 bei CAMCO montierte Hawk 75A und 26 Vultee V12-C dar. Aus der Sowjetunion erreichten nur noch sehr wenige Flugzeuge China, und im Sommer wurde die sowjetische Expeditionsstreitmacht aufgelöst. Ende 1940 hatte sich die Zahl der verfügbaren Frontflugzeuge auf 65 verringert.

### 1941 – 1945
Im April 1941 schlossen Japan und die Sowjetunion überraschend einen Neutralitätsvertrag. Bevor sie aber die militärischen Bindungen zu China offiziell abbrach, lieferte die Sowjetunion noch einmal eine größere Zahl an neuen Flugzeugen und Luftabwehrwaffen. Darunter waren 100 SB-2M-Bomber und 148 I-152/I-16-Jagdflugzeuge, was die Anzahl der insgesamt gelieferten Flugzeuge auf 885 erhöhte. Durch die Überlegenheit der japanischen Zero konnte China jedoch keinen Vorteil aus dieser umfangreichen Auffrischung ziehen und erlitt weiterhin hohe Verluste. Bereits im Oktober 1940 hatte Chiang Kai-shek dem Vorschlag Chennaults zugestimmt, die sowjetischen Expeditionsstreitkräfte durch solche aus den USA zu ersetzen. In den USA hatte Chennault aber anfangs große Probleme bei der Beschaffung von geeigneten modernen Flugzeugen und entsprechenden Besatzungen.
Am 11. März 1941 verkündete der US-Präsident den Beginn des Lend-Lease-Programms. Dieses wurde vier Tage später, nach dem Bericht des Roosevelt-Repräsentanten Lauchlin Currie, der vor Ort die militärische und ökonomische Lage erkundet hatte, auf China erweitert. Um den tatsächlichen Bedarf zu ermitteln, besuchte der Kommandeur des United States Air Corps auf den Philippinen im Mai und Juni 1941 das Land und empfahl danach die Einrichtung von Trainingszentren für Crews und Bodenmannschaften in Indien sowie die Entsendung von 350 Flugzeugen mit amerikanischen Besatzungen. Die Lend-Lease-Verwaltung genehmigte daraufhin den Transfer von bis zu 500 Flugzeugen, während die Regierungsstellen dem Training von chinesischem Personal in den USA zustimmte.
Zwischenzeitlich war es Chennault gelungen für 8,9 Mio. US-Dollar 100 Tomahawk IIB (P-40C) und 25 P-40E zu beschaffen. Erstere Maschinen waren ursprünglich für Großbritannien bestimmt gewesen, wurden aber von der RAF nicht abgenommen. Die Flugzeuge verließen die USA im April 1941 und erreichten drei Monate später Rangun, wo sie flugbereit gemacht wurden. Die erste American Volunteer Group (AVG) wurde mit drei Squadrons am 1. August 1941 aktiviert. Im Winter 1941/42 sollte sie durch die zweite AVG mit Lockheed A-29 ergänzt werden, was jedoch durch den japanischen Angriff auf Pearl Harbor nicht mehr umgesetzt werden konnte.
Am 20. Dezember 1941 fand der erste Einsatz der AVG statt, die Mitte 1942 zunächst durch die amerikanische China Air Task Force (CATF) und dann durch die eigens gegründete Fourteenth Air Force (14th AF) ersetzt wurde. Die 14th AF übernahm bis Kriegsende die Rolle der chinesischen Luftwaffe, wobei amerikanische und chinesische Piloten gemeinsam in sogenannten Chinese American Combat Wings (CACW) flogen. Nach der Einnahme der Burma Road durch die Japaner war China nun völlig isoliert und auf die Luftbrücke Over the Hump angewiesen, die vom India China Wing des Air Transport Command (ICWATC) unter Führung der Tenth Air Force in Indien aufrechterhalten wurde.

## Von 1937 bis 1945 eingesetzte Flugzeugmuster
- Curtiss F11C Hawk II (150)
- Breda Ba.27 (11)
- Fiat CR.32 (24)
- Nakajima Typ 91 (12)
- Polikarpow I-15/I-152 (252)
- Polikarpow I-153 (75)

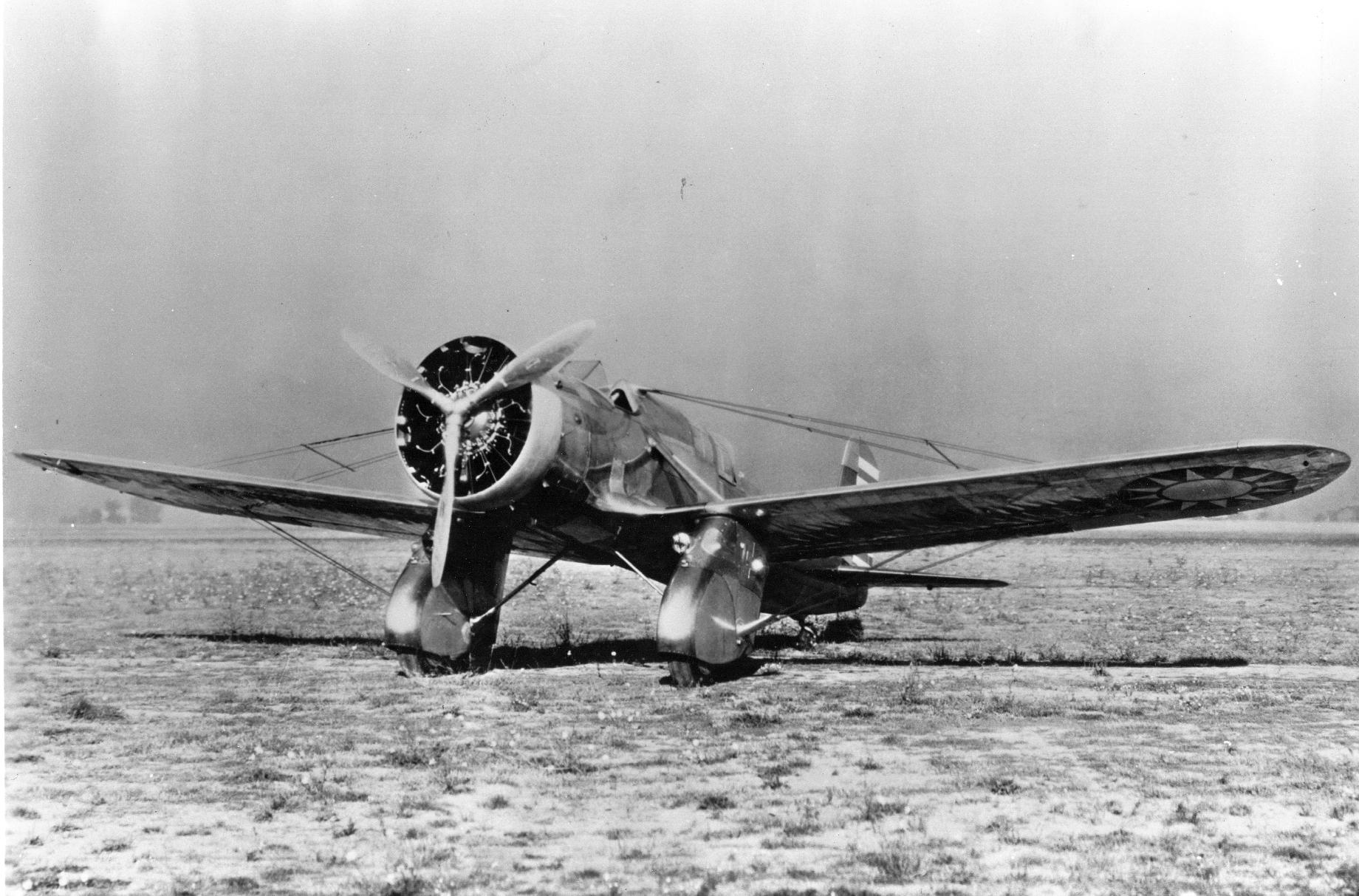
Curtiss A-12

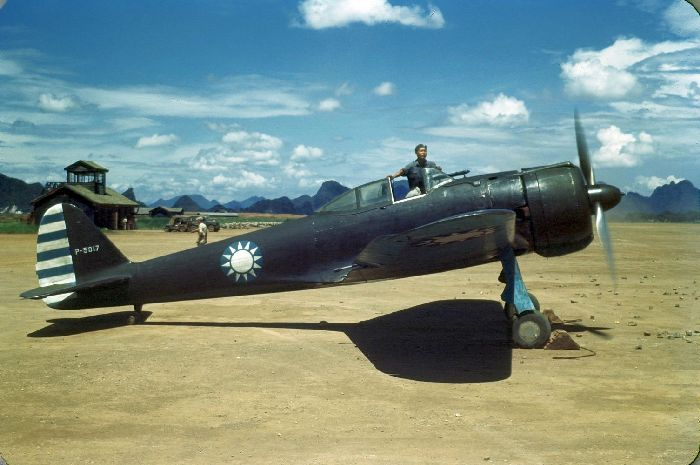
Nakajima Ki-43

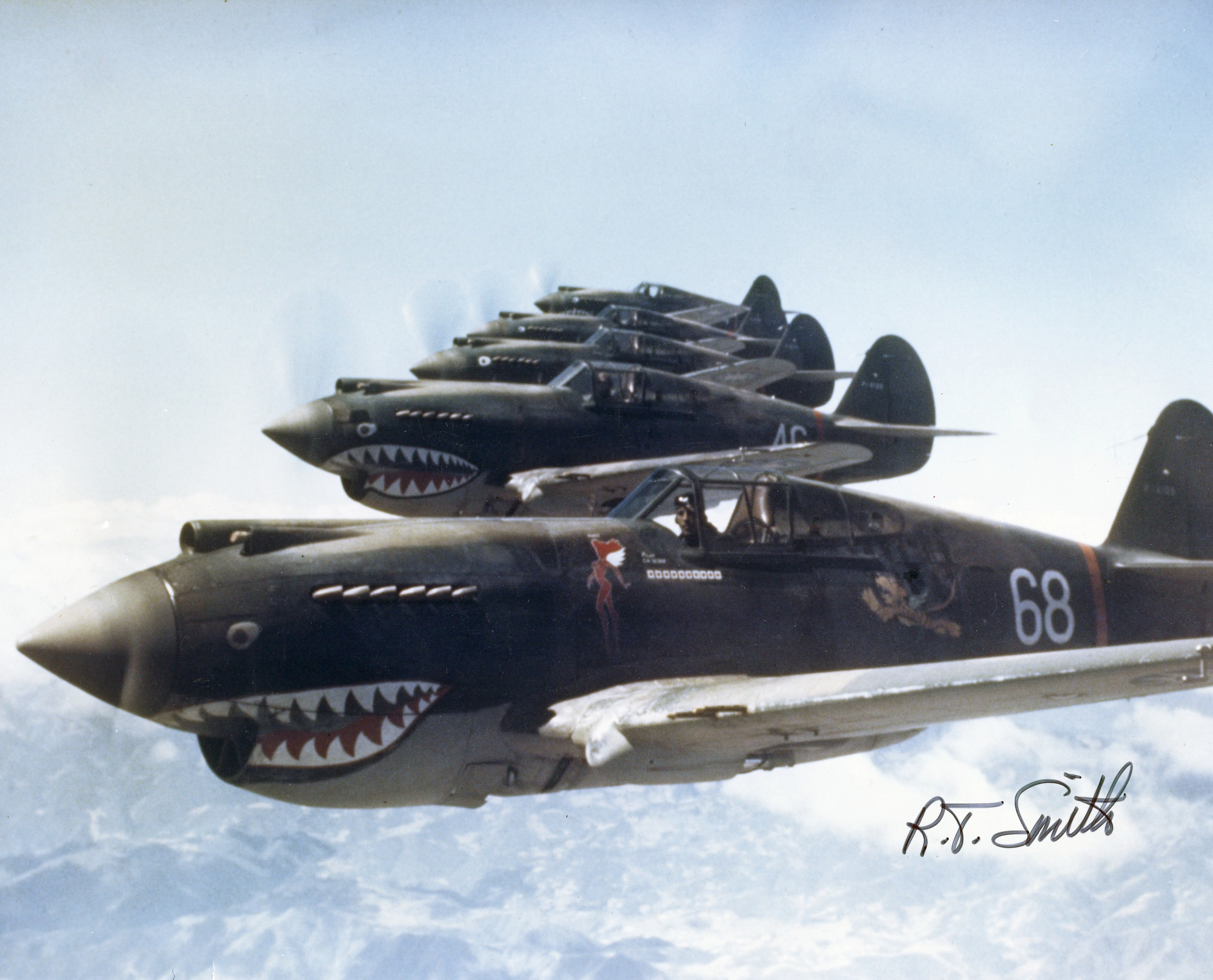
P-40 der AVG

- Polikarpow I-16 (132 Typ 10 & 75 Typ 17)
- Gloster Gladiator (36)
- Boeing P-26 Peashooter (11)
- Dewoitine D.510 (24)
- Henschel Hs 123 (12)
- Northrop A-17 (25)
- Vultee A-19 (20)
- Curtiss A-12 Shrike (20)
- Tupolew SB-2 (179 SB2 & 100 SB-2bis)
- Tupolew TB-3 (6)
- Iljuschin DB-3 (24)
- Savoia-Marchetti S.72 (10)
- Heinkel He 111 (6)
- Martin B-10 (6)
- Lockheed Hudson A-29 (19)
- Savoia-Marchetti SM.81 (3)
- Nakajima Ki-43
- Curtiss P-36 Hawk 75M (30)
- Republic P-43 Lancer (41 / urspr. 125)
- Vultee P-66 Vanguard (12 / urspr. 104)
- Curtiss P-40 (ca. 60  / urspr. 100)
- North American B-25 (7)

## Nach dem Zweiten Weltkrieg
In den frühen Jahren nach dem Rückzug auf die Insel Taiwan konnten von der ROCAF weitgehend nur Flugzeuge aus Zweiter Hand eingesetzt werden, dies änderte sich jedoch 1992 als politische Gespräche mit der Volksrepublik China wieder aufgenommen wurden. Der US-Kongress stimmte dem Verkauf von 150 Block 20 General Dynamics F-16 im Rahmen des Peace Phoenix Programms zu, wobei dann jedoch, nach Interventionen Pekings lediglich die F-16A und B Varianten, anstatt der leistungsfähigeren C und D Ausführungen geliefert wurden. F-16 der ROCAF sind auch in den USA auf der Luke AFB stationiert, wo im Verband mit dem 21st Tactical Fighter Wing die Pilotenumschulung stattfindet. Von den insgesamt 308 beschafften Northrop F-5 Tiger II waren 2009 noch etwa 80 im aktiven Einsatz, wobei jedoch eine unbekannte Zahl weiterhin als Reserve vorgehalten wird. Die ROCAF setzte auch sechs 1998 umgebaute F-5E der Singapore Luftwaffe als RF-5E Tigereye-Aufklärer bei der 4th Tactical Reconnaissance Squadron ein.
1994 lieferten die USA vier Grumman E-2C Hawkeye, bei der ROCAF als E-2T bezeichnet, die 2006 um zwei E-2K Hawkeye 2000E ergänzt wurden. Zwischen Mai 1996 und Oktober 1998 erhielten die Streitkräfte 48 einsitzige Dassault Mirage 2000-5E Jagdflugzeuge und 12 zweisitzige Schulflugzeuge der D-Variante. Bis zum November 2017 gingen fünf Dassault-Kampfflugzeuge durch Unfälle verloren (Oktober und Dezember 1999, November 2001, Mai 2013, November 2017).
Um die Abhängigkeit von den Zulieferungen anderer Staaten zu verringern legte man ein eigenes Programm zum Bau des Ching-Kuo-Jagdflugzeugs auf, von dem dann 106 einsitzige F-CK-1A und 28 F-CK-1B zweisitzige Trainer hergestellt wurden. Die Maschinen sollen ein Upgrade-Programm durchlaufen.
Eine Anfrage zum Kauf von weiteren 66 Block 52 F-16C/D lehnte der US-Kongress 2006 ab, genauso wie den Wunsch nach Aufnahme in das Lockheed Martin F-35 Lightning II Programm.
Inmitten des Handelskonflikts zwischen den Vereinigten Staaten und der Volksrepublik China gab US-Präsident Donald Trump am 21. August 2019 grünes Licht für die Lieferung von 66 F-16 Block 70/72-Kampfflugzeugen an Taiwan im Gegenwert von 8 Milliarden US$. Nach Angaben der Herstellerfirma Lockheed Martin sei die neue F16-Version auch strukturell stabiler und könne „bis zum Jahr 2070 und danach“ im Einsatz sein.

## Derzeitige Gliederung
1998 erfolgte eine Umstrukturierung, wobei die bisherigen Tactical Fighter Squadrons (TFS) durch Tactical Fighter Groups (TFG) abgelöst wurden. Die ROCAF hat eine sonst unübliche Praxis der doppelten Bezeichnung der hierarchisch darüber positionierten Tactical Fighter Wings (TFW). So ist beispielsweise die Einheit in Hsinchu als 499th TFW bekannt, und die Flugzeugmarkierungen verwenden auch diese Bezeichnung. Zusätzlich wird auch 2nd TFW verwendet, was durch Addition 4+9+9 = 22 und Verwenden der letzten Ziffer 2 zustande kommt.
Gliederung entsprechend
443rd Tactical Fighter Wing (1st TFW, Tainan)
- 1st Tactical Fighter Group (F-CK-1A/B)
- 3rd Tactical Fighter Group (F-CK-1A/B)
- 9th Tactical Fighter Group (F-CK-1A/B)

499th Tactical Fighter Wing (2nd TFW, Hsinchu)
- 41st Tactical Fighter Group (Mirage 2000-5Ei/DI)
- 42nd Tactical Fighter Group (Mirage 2000-5Ei/Di)
- 48th Tactical Fighter Group (Mirage 2000-5Ei/Di)

455th Tactical Fighter Wing (4th TFW, Chiayi)
- 21st Tactical Fighter Group (F-16A/B)
- 22nd Tactical Fighter Group (F-16A/B)
- 23rd Tactical Fighter Group (F-16A/B)
- Air Rescue Group (S-70C)
- Detachment in Songshan

401st Tactical Fighter Wing (5th TFW, Hualien)
- 4th Tactical Reconnaissance Squadron (Northrop RF-5E/F-5F)
- 12th Tactical Reconnaissance Group (F-16A/B)
- 17th Tactical Fighter Group (F-16A/B)
- 26th Tactical Fighter Group (F-16A/B)
- 27th Tactical Fighter Group (F-16A/B)

427th TFW (3rd TFW, Ching Chuan Kang)
- 7th Tactical Fighter Group (F-CK-1)
- 28th Tactical Fighter Group (F-CK-1)

439th Composite Wing (6th CW, Pingtung)
- 101st Airlift Squadron (C-130H)
- 102nd Airlift Squadron (C-130H)

737th Tactical Fighter Wing (7th TFW, Taidong)
- 44th Tactical Fighter Squadron (F-5E/F Tiger II)
- 45th Tactical Fighter Squadron (F-5E/F)
- 46th Tactical Fighter Squadron (F-5E/F)

20th Electronic Warfare Group (Ping Tung)
- 2nd Early Warning Squadron (E-2T/K)
- 6th Electronic Warfare Squadron (EC-130HE)

Air Force Academy (Gangshan)
- Basic Training Group (Beech T-34C Turbo Mentor)
- Fighter Training Group (AIDC AT-3)
- Airlift Training Group (Beech 1900C)
- Detachment in Songshan

Songshan Air Base Command (Songshan)
- Special Transport Squadron (Beech 1900C, Fokker 50)
- Presidential Flight (Boeing 737-8AR, Fokker 50)

Makung Air Base (Makung)
- Detachment mit F-CK-1A/B

## Ausrüstung
Die Luftstreitkräfte der Republik China betreiben 543 Flugzeuge und 12 Hubschrauber (Stand Ende 2024).

### Luftfahrzeuge
| Typ                                   | Herkunft                  | Bild                          | Funktion                   | Version           | Aktiv          | Bestellt       | Anmerkungen |
| Kampfflugzeuge                        | Kampfflugzeuge            | Kampfflugzeuge                | Kampfflugzeuge             | Kampfflugzeuge    | Kampfflugzeuge | Kampfflugzeuge | Kampfflugzeuge |
| ------------------------------------- | ------------------------- | ----------------------------- | -------------------------- | ----------------- | -------------- | -------------- | --- |
| Northrop F-5 Freedom Fighter          | Vereinigte Staaten        | RF-5E der ROCAF               | Leichtes Jagdflugzeug      | RF-5E             | 27             |                | Wird durch neue F-16V Block 70 ersetzt |
| General Dynamics F-16 Fighting Falcon | Vereinigte Staaten        | F-16 Einsitzer der ROCAF      | Mehrzweckkampfflugzeug     | F-16V (A)F-16V    | 1101           | 065            | Umrüstung der F-16A Block 20 auf F-16V (A) Block 70 wurde Ende 2023 abgeschlossen. 2019 wurden 66 F-16V Block 70 bestellt, welche bis Ende 2026 ausgeliefert werden sollen. |
| Dassault Mirage 2000                  | Frankreich                | Mirage 2000-5EI der ROCAF     | Mehrzweckkampfflugzeug     | 2000-5EI          | 44             |                | |
| AIDC F-CK-1 Ching-Kuo                 | Taiwan Vereinigte Staaten | F-CK-1 Einsitzer der ROCAF    | Jagdbomber                 | F-CK-1C           | 103            |                | |
| Flugzeuge für Spezialmissionen        |                           |                               |                            |                   |                |                | |
| Lockheed C-130 Hercules               | Vereinigte Staaten        | C-130H der ROCAF              | Elektronische Kampfführung | C-130H            | 1              |                | |
| Grumman E-2 Hawkeye                   | Vereinigte Staaten        | E-2K der ROCAF                | Frühwarnflugzeug           | E-2K              | 6              |                | |
| Lockheed P-3 Orion                    | Vereinigte Staaten        | P-3C der ROCAF                | Seefernaufklärer           | P-3C              | 12             |                | |
| Transportflugzeuge                    |                           |                               |                            |                   |                |                | |
| Lockheed C-130 Hercules               | Vereinigte Staaten        | C-130H der ROCAF              | Transportflugzeug          | C-130H            | 19             |                | |
| Beechcraft 1900                       | Vereinigte Staaten        | Beechcraft 1900 der ROCAF     | Transportflugzeug          |                   | 11             |                | |
| Boeing 737                            | Vereinigte Staaten        | B737 der ROCAF                | Geschäftsreiseflugzeug     | B-737-800         | 1              |                | |
| Fokker 50                             | Niederlande               | Focker 50 der ROVAF           | Geschäftsreiseflugzeug     |                   | 3              |                | |
| Schulflugzeuge                        |                           |                               |                            |                   |                |                | |
| AIDC T-5 Brave Eagle                  | Taiwan                    |                               | Strahltrainer              | T-5A              | 29             | 37             | Soll die AIDC AT-3 und Northrop F-5F bis 2025 ersetzen |
| AIDC AT-3                             | Taiwan                    | AT-3 der ROCAF                | Strahltrainer              |                   | 46             |                | Wird durch die AIDC T-5 ersetzt |
| Northrop F-5 Freedom Fighter          | Vereinigte Staaten        | F-5F der ROCAF                | Strahltrainer              | F-5F              | 32             |                | Wird durch die AIDC T-5 ersetzt |
| General Dynamics F-16 Fighting Falcon | Vereinigte Staaten        | F-16 Doppelsitzer der ROCAF   | Strahltrainer              | F-16V (B)         | 30             |                | Doppelsitzer, Umrüstung der F-16B Block 20 auf stand F-16 Block 70. |
| AIDC F-CK-1 Ching-Kuo                 | Taiwan                    | F-CK-1 Doppelsitzer der ROCAF | Strahltrainer              | F-CK-1D           | 26             |                | |
| Dassault Mirage 2000                  | Frankreich                | Mirage 2000-5DI der ROCAF     | Strahltrainer              | 2000-5DI          | 9              |                | |
| Beechcraft T-34 Mentor                | Vereinigte Staaten        | T-34C der ROCAF               | Schulflugzeug              | T-34C             | 34             |                | |
| Hubschrauber                          |                           |                               |                            |                   |                |                | |
| Airbus Helicopters H225               | Europäische Union         | EC 225 der ROCAF              | Mehrzweckhubschrauber      | EC225 Super Puma  | 3              |                | |
| Sikorsky UH-60 Black Hawk             | Vereinigte Staaten        | S-70 der ROCAF                | Transporthubschrauber      | S-70UH-60M        | 9              |                | |
| Unbemannte Luftfahrzeuge              |                           |                               |                            |                   |                |                | |
| General Atomics MQ-9                  | Vereinigte Staaten        | Beispielbild                  | Aufklärungsdrohne          | MQ-9B SeaGuardian |                | 4              | Sollen 2026 und 2027 ausgeliefert werden. |
| NCSIST Teng Yun                       | Taiwan                    |                               | Aufklärungsdrohne          |                   |                |                | Durchläuft noch Testphasen. |

### Lenkwaffen
Luft-Luft-Raketen:

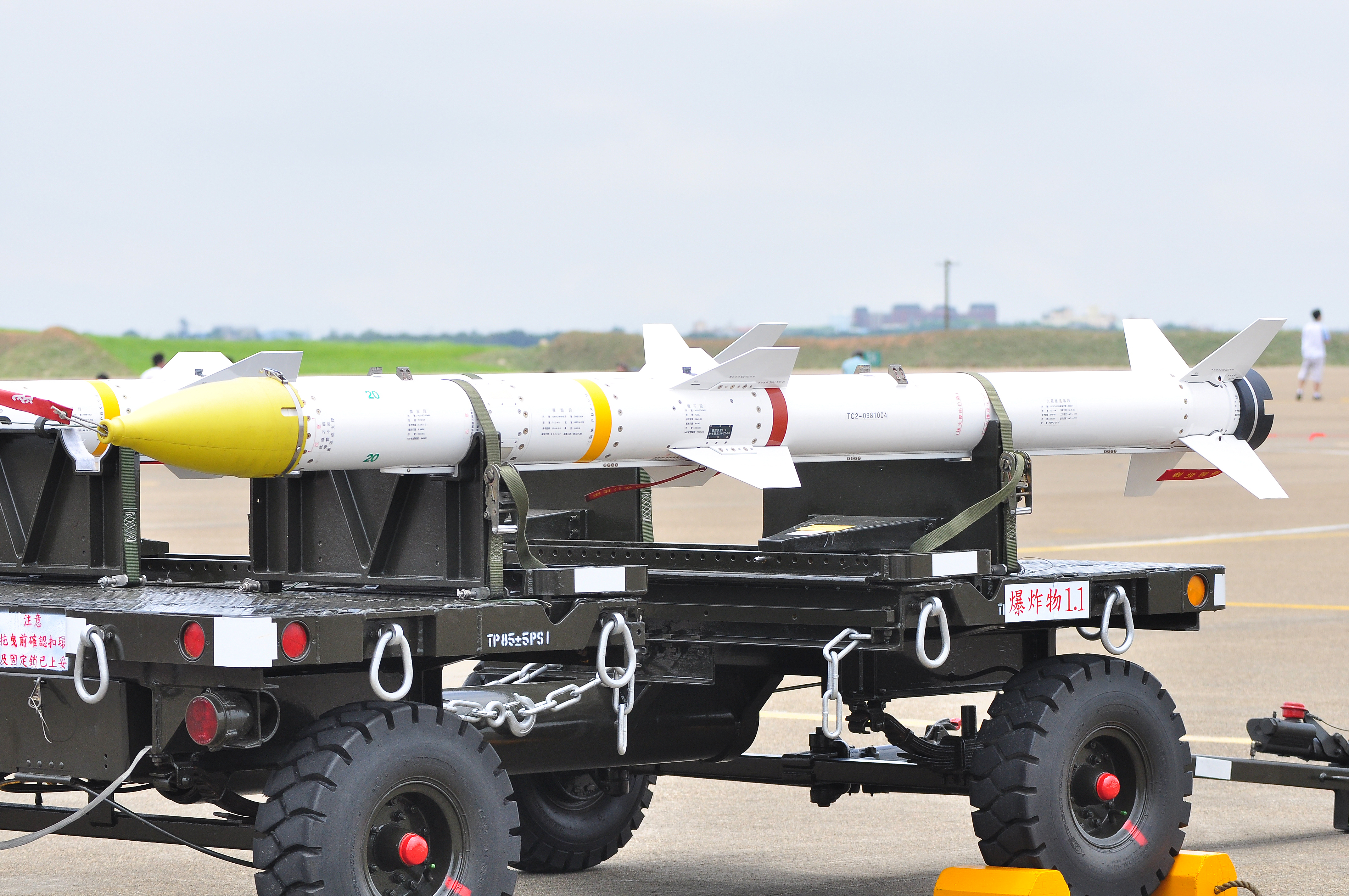
Tien Chien II Luft-Luft-Rakete.

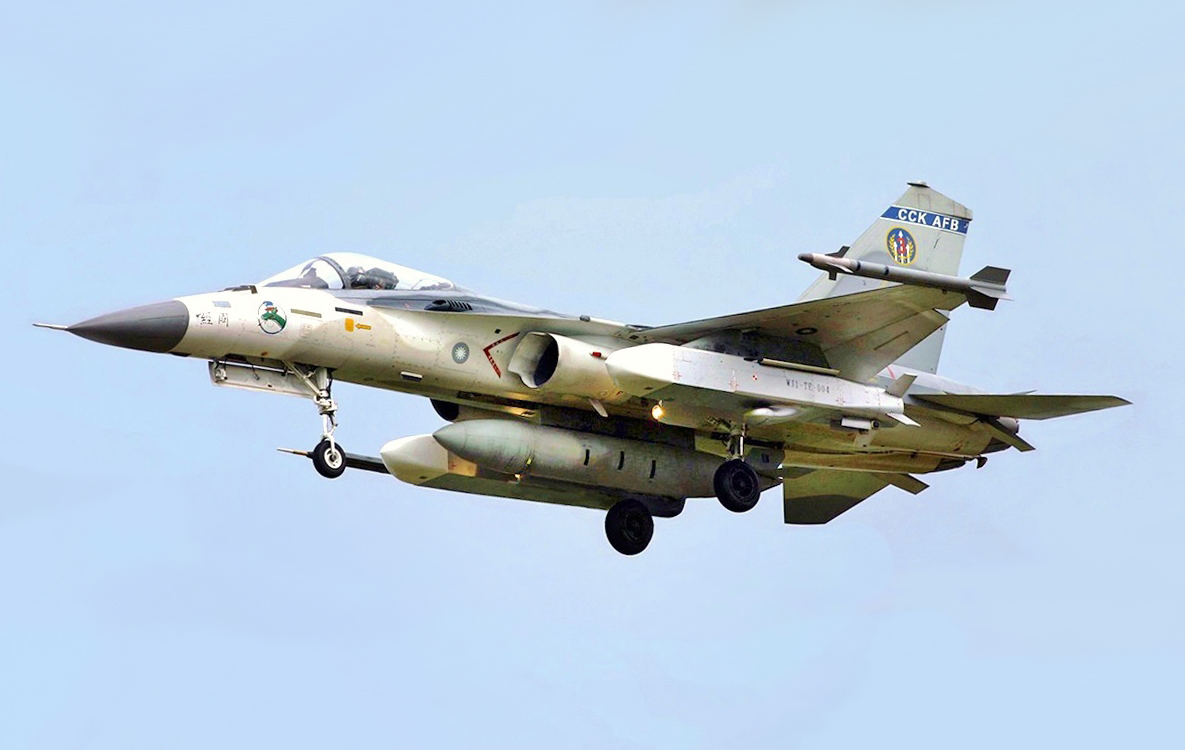
AIDC F-CK-1 mit zwei Marschflugkörper des Typs Wan Chien.

- AIM-9 J/M/P/X Sidewinder ()
- R.550 Magic II ()
- Shafrir ()
- Tien Chien I ()
- Tien Chien II ()
- MICA ()
- AIM-120 C-7 AMRAAM ()

Luft-Boden-Raketen:
- AGM-65 A Maverick ()
- AGM-88 HARM ()

Seezielflugkörper:
- AGM-84 Harpoon ()

Bomben:
- GBU-12 Paveway II ()

Marschflugkörper:
- Wan Chien ()

Loitering Weapon:
- NCSIST Chien Hsiang ()

### Flugabwehrwaffen

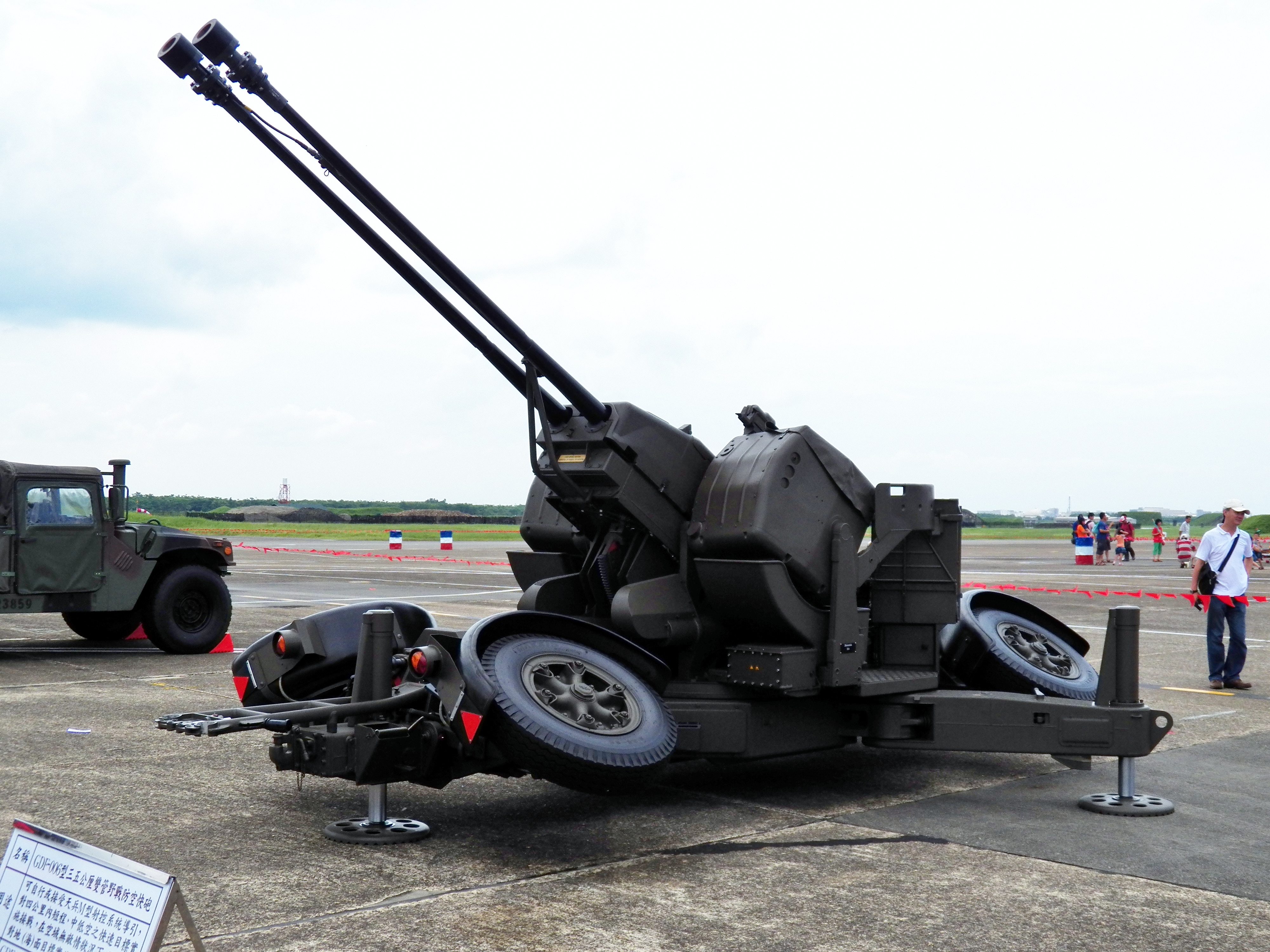
GDF-006 Flugabwehrkanone

Flugabwehrraketen:
- 72+ MIM-104 Patriot PAC-3 ()
- ca. 50× Sky Bow II/III ()
- 30× RIM-7M Sparrow ()
- Antelope ()

Flugabwehrkanonen:
- T-82
- GDF-006 mit Skyguard ()